# 王女の男
『王女の男』（おうじょ の おとこ、朝鮮語: コンジュエ ナムジャ、ハングル: 공주의 남자）は、韓国KBSにて2011年7月20日から同年10月6日まで放送されたテレビドラマ（時代劇）。全24話。

## 概要
KBS水木ドラマの一作品。徐有英が1873年に著した説話集『錦鶏筆談』中に収録された世祖の長女李世熺と金宗瑞の孫息子の物語をモチーフに、登場人物の一部を変更し再構成したフィクションである。
KBSの脚本コンテスト入賞者であるチョ・ジョンジュとキム・ウク（キム・ウクは本作品がデビュー作）が脚本を、キム・ジョンミン、パク・ヒョンソクの2名が演出を担当した。主人公の男女は、パク・シフとムン・チェウォンが演じている。
第1話放送時は10.2パーセントの視聴率を記録したが、その後視聴率は上昇し第6話放送で17パーセントを記録、他局の番組を抑えて首位に立った。第14話放送時点で視聴率20パーセントを越え、最終話では24.9パーセントを記録した。高視聴率を取った作品の放送期間を延長することが多い韓国においては珍しく、延長せずに当初放送予定の24話で終了した。
2011年度KBS演技大賞にて、パク・シフとムン・チェウォンが最優秀演技賞と人気賞を男女で独占した他、キム・ジョンミンとパク・ヒョンソクが第48回百想芸術大賞テレビ番組部門で監督賞を受賞した。

## 作品

### 成立・背景
2009年秋、監督のひとりキム・ジョンミンが新しい時代劇作品の企画を考案中、脚本家のユン・ソンジュより李世熺と金宗瑞の孫息子の物語を紹介された。その後キム・ジョンミンは独自で敬恵公主について調査し、彼女の生涯に関するエピソードをメインプロットに組み込む形で作品の骨子が完成した。
主人公李世熺はイ・セリョンというオリジナルの人物へ、金宗瑞の孫息子は三男の金承琉へと置き換えられた。
脚本そのものはキム・ジョンミンと、脚本を担当したチョ・ジョンジュとキム・ウクの3名間で相談しながらストーリーの細部をまとめ、脚本の形に執筆するという形を取ったが、エンディングについては第20話放送時点でもまだどのようにするか決まっておらず、放送終了ぎりぎりになってようやく決定した。

### キャスティング

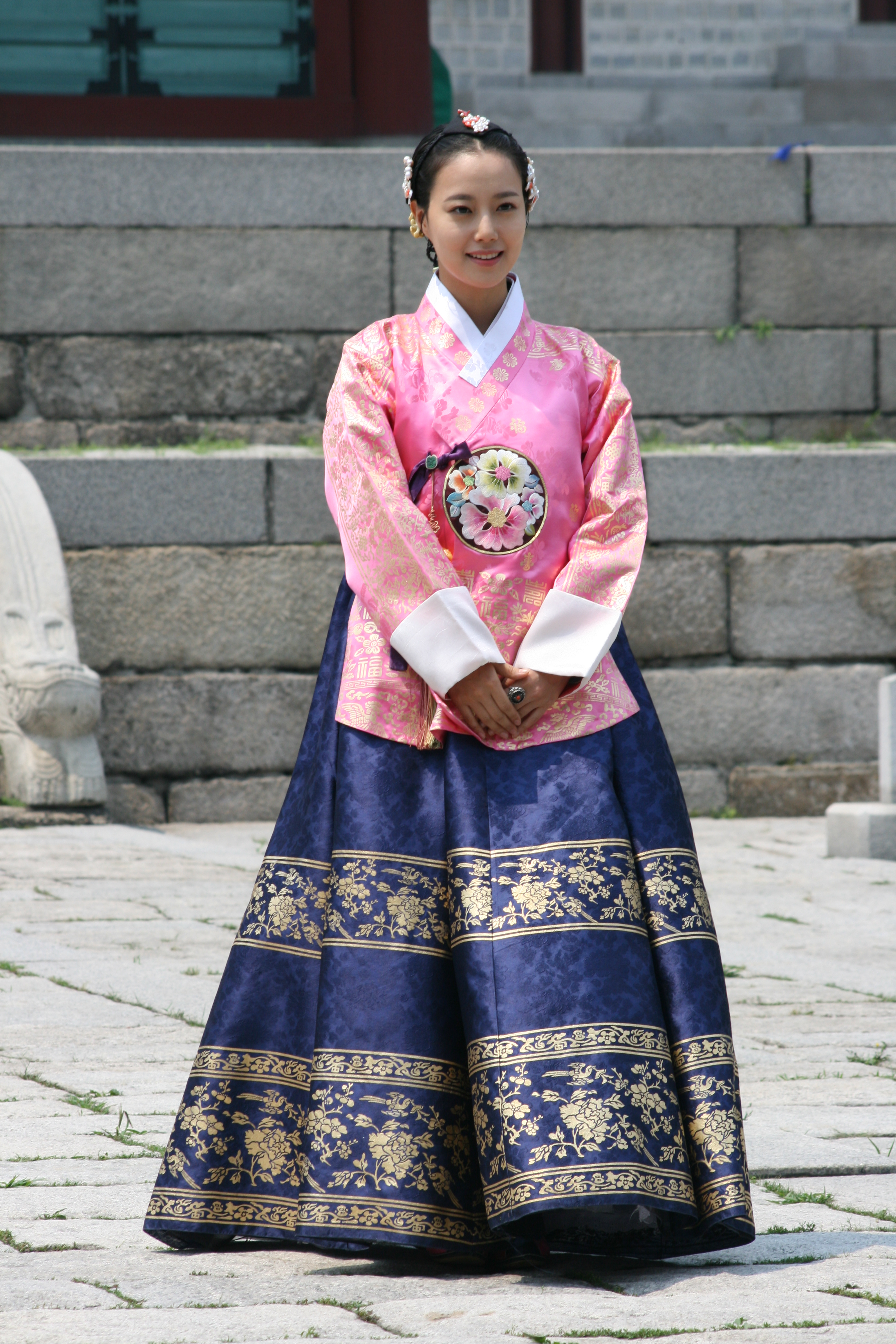
イ・セリョン役のムン・チェウォン。

セリョン役は監督のひとりが企画の段階から「彼女しか考えていなかった」というムン・チェウォンが演じた。オファーを受けた彼女は作品のシノプシスを読み、すぐにこの役を演じることを決めたという。
逆にスンユ役はなかなか決まらず、最終的にこの役を演じることとなるパク・シフにオファーが届いたのは、放送開始予定日の約2か月前である2011年5月後半になってからであった。パク・シフは「時代劇の大変さは、並大抵のものでは」ないという理由から当初このオファーを断るつもりでいたが、シノプシスを読んで作品内容に強く惹かれたことに加え、イ・スンジェとキム・ヨンチョルが出演していることを理由に出演を承諾した。
シン・ミョン役のソン・ジョンホは、本作品が時代劇デビュー作となった。
ムヨン役のチェ・ハンビッにとっては本作品が女優としてのデビュー作となった。所属事務所が「企画段階でキャスティングされた」ことを明かしている。

### ロケーション
水原市内のKBS水原センター内に設けられたドラマセット以外に、以下がロケ地として用いられた:
- 聞慶セジェ（朝鮮語版）オープン撮影セット場[12]（慶尚北道聞慶市）

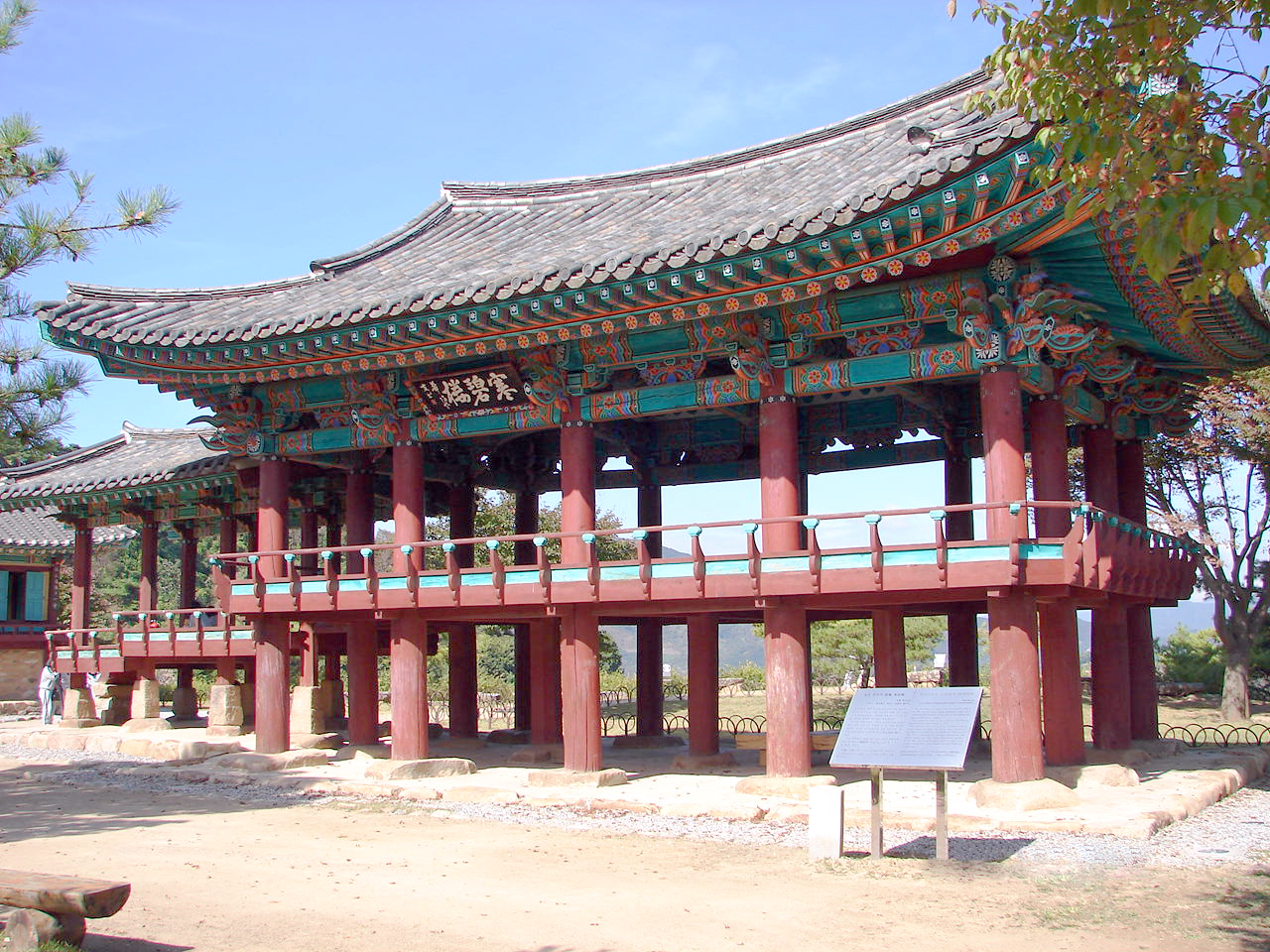
清風文化財団地（朝鮮語版）[13]（忠清北道堤川市）
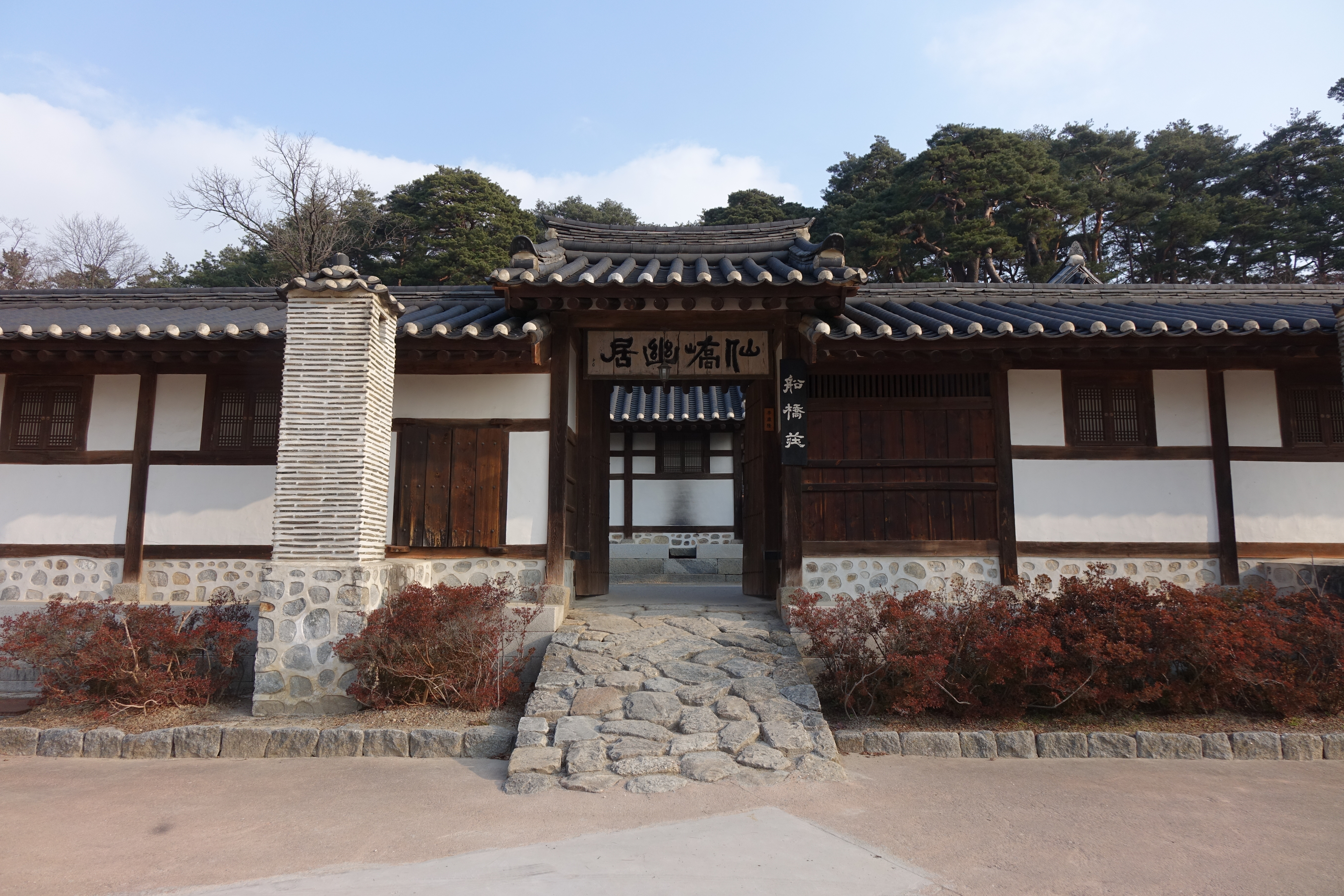
船橋荘

- 扶安映像テーマパーク[14]（全羅北道扶安郡）
- 船橋荘（朝鮮語版）[15]（江原道江陵市）
- 韓国ソンビ文化苑[16]（慶尚北道栄州市）
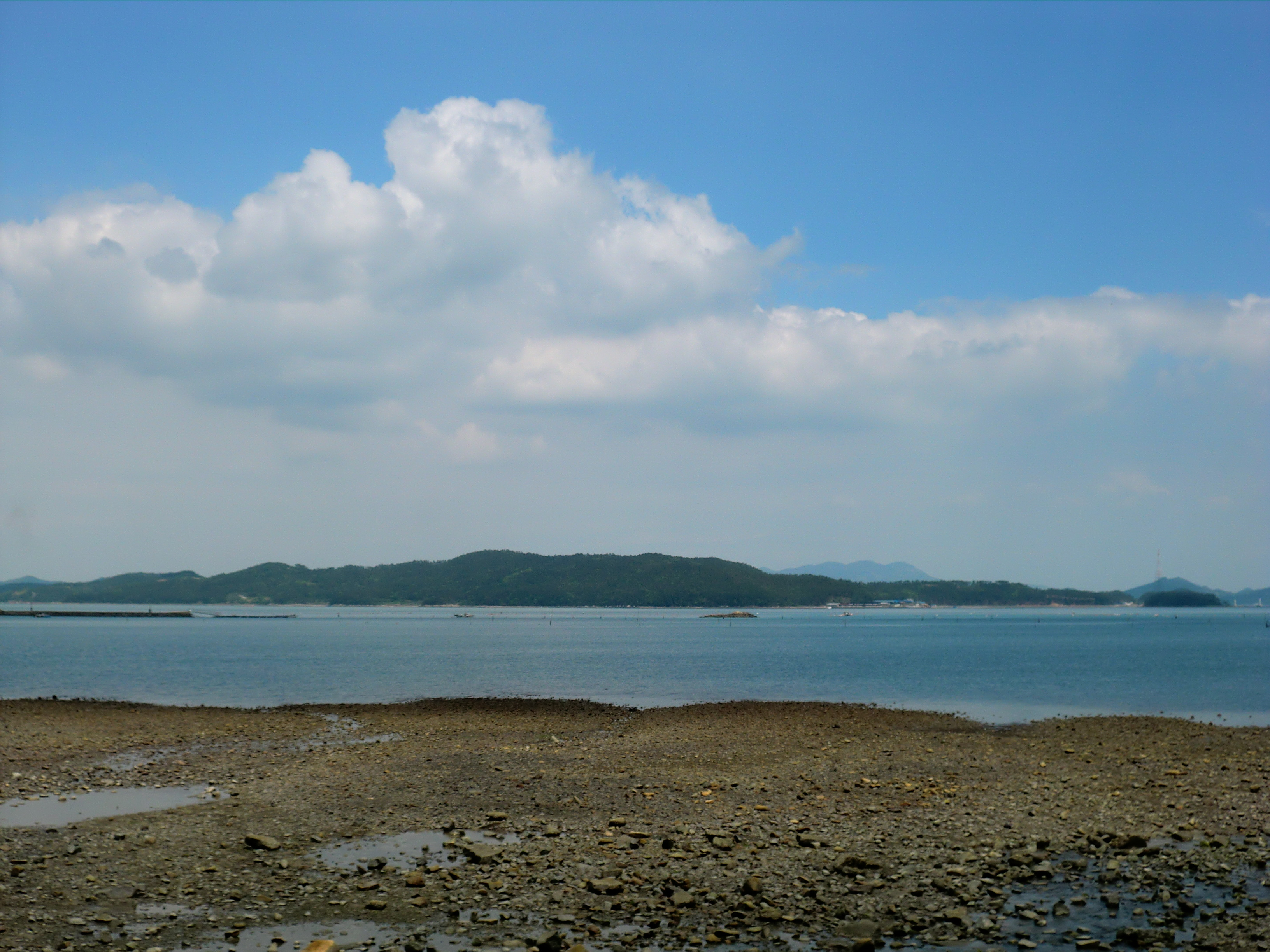
全羅南道莞島郡内

- 清風文化財団地
- 船橋荘
- 莞島郡内

## あらすじ
第5代国王文宗治世下の李氏朝鮮。首陽大君の娘イ・セリョンと重臣キム・ジョンソの息子キム・スンユは、セリョンが従姉妹キョンヘ王女のふりをして出席した宗学の講義の場で出会う。キョンヘが美貌を武器に次々講師を辞めさせていることを聞いていたスンユはセリョンに直言するが、セリョンも負けじと応酬。最悪の印象を互いに受けることになる。こっそり外出して街に出ていたセリョンをスンユが救ったことから、ふたりはだんだん距離を縮め惹かれ合っていくが、セリョンを妓楼に連れて行ったのをキョンヘ王女を誘惑し連れ出したと誤解されたスンユは捕らえられ、宮廷から追放処分を受けてしまう。文宗はスンユをキョンヘの夫にと考えていたがこの話も立ち消えとなり、キョンヘは別の候補者でスンユの親友チョン・ジョンと結婚する。
文宗が崩御し、ひとり息子で世子のホンウィが第6代国王端宗となった。左議政に就任したキム・ジョンソは首陽大君をはじめ王族の政治的関与に目を光らせ、首陽大君はキム・ジョンソを朝廷から排除しようと周到に準備を進めていた。決行当日。セリョンからの知らせでスンユは馬を飛ばすが、その間に首陽大君の私兵によりキム・ジョンソとスンユの兄スンギュは殺害されてしまう。スンユも捕らえられ、江華島への流刑に処せられた。道中首陽大君の手下たちにより護送船が沈没させられたがスンユは運よく脱出、護送船に乗り合わせていたチョ・ソクチュとチョン・ノゴルらと共に妓楼氷玉館へと身を寄せる。セリョンはスンユの友人でシン・スクチュの息子シン・ミョンと結婚させられることとなるが、スンユを裏切り首陽大君側についたシン・ミョンをセリョンは拒み、更には婚礼の当日に姿を消す。
セリョンの婚礼当日に首陽大君を暗殺する計画があった事が発覚。首陽大君はこの計画の立案者首陽大君の弟錦城大君とチョン・ジョンをセリョン誘拐の容疑者に仕立て上げ、尋問を始めた。端宗は錦城大君を流刑、チョン・ジョンを無罪放免とすることと引き換えに王位を退く。首陽大君はついに第7代国王世祖として即位するが、セリョンは父親を批判し王女に封じられることも拒否する。その頃シン・スクチュ、シン・ミョン親子が賊に襲われる事件が起こる。賊がスンユだと確信したセリョンは王宮の外に出、追っ手が気づくよりも先にスンユを路地に引き込んだ。
スンユは師匠イ・ゲらと共に復讐計画に参加するがハン・ミョンフェに察知され、イ・ゲとチョン・ジョンが捕らえられてしまう。ひとり逃げ延びたスンユは仲間とともに漢城府へ乗り込みふたりを救出しようとするが、イ・ゲは脱獄を拒否し処刑された。チョン・ジョンは光州へ流刑となり、キョンヘ王女と共に旅立っていった。自らの髪を切り父親との絶縁を宣言したセリョンは宮廷を出るもののシン・ミョンに連れ戻される。なおも父親への批判をやめないセリョンに世祖は怒りを爆発させ、王女の地位を剥奪してシン・ミョンの家の奴婢にしてしまった。
スンユとセリョンはチョン・ジョン夫妻がいる光州へ向かう。そこでは世祖打倒のための決起の準備が進んでおり、またキョンヘ王女も懐妊していた。しかし計画は錦城大君の放った檄文がシン・ミョンに見つかったことから露見。漢城府へ連行されたチョン・ジョンはキョンヘ王女が見守る中処刑され、錦城大君と、上王の位を剥奪され魯山君となっていたホンウィも自害を命じられた。咸吉道へ拠点を移すことを決意したスンユは、セリョンと遠乗りに出掛ける。雨に遭い小屋に避難したふたりは、そこでふたりだけで結婚を誓い合い、夫婦として結ばれた。
スンユと別れて戻ってきたセリョンを悲報が襲う。重い病を患っていた弟スンが亡くなった。悲嘆にくれる世祖はセリョンを追放した上、王室の記録から彼女の存在を抹消させた。一方咸吉道へ移ったスンユはかつて父親の部下であったイ・シエ将軍と合流し挙兵、官軍を次々と打ち破っていた。シン・ミョンはセリョンを餌にしてスンユを捕らえようとするが、これに気づいたセリョンは馬を飛ばすが途中何者かに捕らえられて処刑されそうになる。それを救ったのはスンユであった。陣営に戻ったスンユは決戦の時を迎える。スンユと激しく斬り結んだ末、シン・ミョンは味方の矢に撃たれて最期を遂げた。その頃悪夢に悩まされていた世祖は王妃の薦めで寺を訪れ、仏前で祈りを捧げていた。そこに剣を持ったスンユが現れる。世祖に剣を振りかざすスンユに対し、世祖は寺でセリョンに偶然会った事、彼女がスンユの子を懐妊していることを告げた。ひるんだすきにスンユは捕らえられて投獄されてしまう。血だらけで横たわるスンユのもとにセリョンがやってくる。スンユの横に、一緒に行きますと言いセリョンも身を横たえた。
数年後、お忍びに出掛けた世祖と王妃は、スンユによく似た盲目の男とその娘とすれ違う。ふたりを玄関先で笑顔で迎える妻はセリョンその人であった。王妃がふたりを秘かに逃がしていた事を世祖は知り、感謝のまなざしを向けた。その頃馬に乗って野を行くスンユとセリョンの姿があった。

## 登場人物
登場人物は、個別に注釈がある場合を除きにもとづく:

### 主要人物
| 俳優             | 役名           | 作品中の設定等 |
| ---------------- | -------------- | --- |
| パク・シフ       | キム・スンユ   | キム・ジョンソの末っ子。正体を知らないままセリョンと知り合い惹かれ合うようになった。癸酉靖難で父親をはじめ家族を失い自らも生命を落としかけるが、生き延びて復讐の鬼となった。                                                                                   |
| ムン・チェウォン | イ・セリョン   | 首陽大君の長女。自身の許婚であるスンユに関心を抱き、正体を隠して知り合い惹かれ合うようになった。癸酉靖難以降は、粛清に明け暮れる父親に反発し批判するようになった。                                                                                             |
| ソン・ジョンホ   | シン・ミョン   | シン・スクチュの息子で漢城府判官。もともとスンユの親友だったが、癸酉靖難時に父親同士が敵対する関係となり友情が破綻した。自分との結婚が決まってなおセリョンがスンユを想っているのに嫉妬し、セリョンを窮境へと追い詰めたが、イ・シエの乱の最中に生命を落とした。 |
| ホン・スヒョン   | キョンヘ王女   | 文宗の娘でホンウィ＝端宗の姉。セリョンの従姉妹。スンユの事を知りたがるセリョンに協力したが、後スンユが自らの夫候補になった事を知りセリョンに嫉妬の感情を抱いた。結局チョン・ジョンと結婚。癸酉靖難後は夫とともに苦労することとなった。                         |
| イ・ミヌ         | チョン・ジョン | 貧乏両班の息子でスンユ、シン・ミョンの親友。本命だったスンユが罪に問われたためにキョンヘ王女の夫に選ばれた。結婚後は端宗を守るために奔走したが、流刑先で謀反を企てた為、処刑された。                                                                           |

### キム・スンユ周辺人物
| 俳優           | 役名           | 作品中の設定等 |
| -------------- | -------------- | --- |
| イ・スンジェ   | キム・ジョンソ | 大虎（テホ）の異名を持つ朝廷の実力者で、スンユとスンギュの父親。端宗の後見役であったが癸酉靖難の最中に生命を落とした。                   |
| オム・ヒョソプ | イ・ゲ         | スンユ、シン・ミョン、チョン・ジョンの師匠で死六臣のひとり。端宗へ忠義を尽くした末、復位事件に関与して処刑された。                       |
| ホ・ジョンギュ | キム・スンギュ | スンユの兄。癸酉靖難の最中、父親を守ろうとして殺害された。                                                                               |
| カ・ドゥッキ   | リュ氏         | スンギュの妻でアガンの母。癸酉靖難後娘と共に奴婢として温寧君の家に送られたがセリョンに助けられた。                                       |
| キム・ユビン   | キム・アガン   | スンギュとリュ氏の娘。スンユになついていた。                                                                                             |
| イ・ジュソク   | 安平大君       | 首陽大君の弟。兄の野望に警戒心を抱き、キム・ジョンソと共にそれを牽制しようとした。癸酉靖難後流刑先で賜死された。                         |
|                | イ・シエ       | 咸吉道の豪族出身の元武臣。本作品中ではかつてキム・ジョンソの部下だったという設定である。農民たちを従えて反乱（イ・シエの乱）を起こした。 |

### イ・セリョン周辺人物
| 俳優               | 役名            | 作品中の設定等 |
| ------------------ | --------------- | --- |
| キム・ヨンチョル   | 首陽大君/世祖   | 李氏朝鮮第7代国王でセリョンの父。野心の強さゆえにキム・ジョンソらに警戒され敵対関係となっていた。癸酉靖難を起こして権力を握り、甥端宗を廃位して自らが王となった。セリョンのおてんばぶりに手を焼きながらも優しく見守る一面も持つ。 |
| キム・ソラ         | ユン氏/貞熹王后 | 首陽大君の妻でセリョンの母。セリョンが夫の政敵キム・ジョンソの息子であるスンユに惹かれる様子に心を痛めていた。夫の即位に伴い自らは王妃となった。                                                                                  |
| ミンジ             | ヨリ            | セリョンの侍女。セリョンが奴婢に落とされてからも最後まで付き従った。 |
| ユ・ハジュン       | イム・ウン      | 首陽大君邸の護衛武士。 |
| クォン・ヒョンサン | 桃源君スン      | セリョンの弟。端宗と仲がよく、父親の野心には批判的だが、気が弱く面と向かって意見を言えずにいた。病に倒れて夭折した。 |
| ソ・ヘジン         | イ・セジョン    | セリョンの妹。姉と違い、両親に従順で物事を深く考えない性格の人物として描かれている。 |

### キョンヘ王女周辺人物
| 俳優               | 役名          | 作品中の設定等 |
| ------------------ | ------------- | --- |
| チョン・ドンファン | 文宗          | 李氏朝鮮第5代国王でキョンヘ、ホンウィの父。ホンウィを王位につけるためにキム・ジョンソと組んで弟首陽大君を牽制しようとした。                                                                             |
| ノ・テヨプ         | ホンウィ/端宗 | 李氏朝鮮第6代国王でキョンヘの弟。癸酉靖難で後ろ盾キム・ジョンソを失い勢力が落ち、朝廷で首陽大君が権勢を振るう原因となった。首陽大君に王位を追われ、復位事件により魯山君に降格され、流刑先で賜死された。 |
| ホン・イルグォン   | 錦城大君      | 首陽大君の弟。スンユやチョン・ジョンと共に端宗復位を計画するが発覚。流刑先で賜死された。 |
| パン・ソヨン       | ウングム      | キョンヘ王女の侍女。彼女が没落し流刑された後も忠実に付き従った。 |
| ムン・プンジ       | ムン内官      | ホンウィが王世子の時から仕えていた内官。 |

### シン・ミョン周辺人物
| 俳優           | 役名           | 作品中の設定等                                                     |
| -------------- | -------------- | ------------------------------------------------------------------ |
| イ・ヒョジョン | シン・スクチュ | 集賢殿直提学でシン・ミョンの父。癸酉靖難では首陽大君の側についた。 |
| チン・ソン     | ソン・ジャボン | シン・ミョンの護衛武士。                                           |

### 朝廷
| 俳優             | 役名             | 作品中の設定等                               |
| ---------------- | ---------------- | -------------------------------------------- |
| イ・デヨン       | クォン・ラム     | 礼曹正郎。癸酉靖難では首陽大君の側についた。 |
| ユン・スンウォン | 温寧君           | 首陽大君の叔父にして側近。                   |
| クォン・テウォン | ミン・シン       | 兵曹判書。癸酉靖難の最中に殺害された。       |
| キム・イクテ     | チョ・グックァン | 刑曹判書。癸酉靖難の最中に殺害された。       |
| キム・ヨンベ     | チョン・ギュン   | 大殿内官。                                   |

### 清風館
| 俳優         | 役名             | 作品中の設定等 |
| ------------ | ---------------- | --- |
| イ・ヒド     | ハン・ミョンフェ | 名門の家系に生まれたが不遇をかこつ生活を強いられていた。野望を抱いて首陽大君と手を組み、朝廷の実力者となっていった。 |
| チェ・ムソン | ハムグィ         | 清風館のリーダー格。癸酉靖難にてキム・ジョンソ殺害を実行した。後スンユによって殺害された。                           |
| チョン・ジン | チルカプ         | 清風館の荒くれ者のひとり。                                                                                           |
| チョン・グン | マクソン         | 清風館の荒くれ者のひとり。                                                                                           |
| イ・エル     | メヒャン         | 清風館の行首。 |

### 氷玉館
| 俳優             | 役名           | 作品中の設定等 |
| ---------------- | -------------- | --- |
| キム・レハ       | チョ・ソクチュ | 氷玉館の主任格。スンユが流刑地に向かう途中の船に共に乗っており、船が沈没した際に助け合い共に脱出した。スンユの正体を知った後も裏切らず彼の味方でありつづけた。 |
| ユン・ジョンファ | チョン・ノゴル | 自らを高麗王族末裔ワン・ノゴルと名乗る。後スンユの味方となった。                                                                                               |
| イ・ヒジュン     | コン・チルク   | チョ・ソクチュを罠にかけて流刑地の船に乗せ、トップ不在の組織を簒奪した。その後もスンユとソクチュを苦しめた。                                                   |
| チュ・ソヨン     | チョヒ         | 氷玉館を経営する行首で妓生。ソクチュの恋人。「氷の天女」の異名を持つ。                                                                                         |
| カウォン         | ソエン         | 氷玉館の妓生。 |
| チェ・ハンビッ   | ムヨン         | 氷玉館の妓生にして腕利きの剣士。男性の身体の中に女性の心を持つ。                                                                                               |

## 反応・評価
キム・ジョンソ役で出演した俳優のイ・スンジェは本作品をフィクションの要素が強いフュージョン時代劇であると定義づけている。
癸酉靖難の最中、父親同士が敵対関係にある中で互いの愛を深め合っていく主人公イ・セリョンとキム・スンユの姿はロミオとジュリエットに例えられ、同作品を朝鮮のロミオとジュリエットと呼び表すメディアもあった。
大衆文化評論家のファン・ジョンヒョンは本作品を、「セリョンが王女という自らの運命に抗い、『私は王女ではない』と宣言するに至るまでの成長を描いた物語」と分析している。

## 音楽
音楽監督を務めたイ・ジヨンは、作品に荘厳さを加えるためにイタリア語歌詞の楽曲を2曲制作した（オープニングテーマに使われた「飛ぶ」という意味の『Vola』と、挿入歌に使われた「運命」という意味の『Destino』）他、オーケストラを2チームに分けて別々に演奏し、後で音声をひとつに合わせて編集することでメロディに豊かさを持たせるという方法を採用した。更に奚琴とウードやアイリッシュ・ホイッスルを併用し、より自由な音楽表現が行えるようにした。
またペク・ジヨンをはじめ、神話の一員であるシン・ヘソン、更にハ・ドンギュン、イ・ジョン、イ・ヨンヒョンら数多くのアーティストがサウンドトラック制作に参加した。
ペク・ジヨンが担当したエンディングテーマ『今日も愛してる』（오늘도 사랑해）は、放送開始に先立って2011年7月15日に初公開された直後より複数の音源サイト等でダウンロード数ランキング上位となり、ポータルサイトの検索ワードランキングでも上位にランクされるヒット曲となった。
サウンドトラックCDは、2011年7月発売のPart1から同年9月発売のPat6までの6作品と、8月に発売されたBGM編の計7作品が発売されている。
| #         | タイトル                          | 作詞・作曲   | 時間 |
| --------- | --------------------------------- | ------------ | ---- |
| 1.        | 「今日も愛してる」(오늘도 사랑해) | ペク・ジヨン | 4:04 |
| 2.        | 「今日も愛してる(Instrumental)」  |              | 4:04 |
| 合計時間: | 合計時間:                         | 合計時間:    | 8:08 |

| #         | タイトル                         | 作詞・作曲   | 時間  |
| --------- | -------------------------------- | ------------ | ----- |
| 1.        | 「如怨如慕」(여원여모)           | シン・ヘソン | 4:23  |
| 2.        | 「その日が来たら」(그날이 오면)  | MIII         | 4:25  |
| 3.        | 「如怨如慕(Instrumental)」       |              | 4:23  |
| 4.        | 「その日が来たら(Instrumental)」 |              | 4:25  |
| 合計時間: | 合計時間:                        | 合計時間:    | 17:36 |

| #         | タイトル                          | 作詞・作曲                 | 時間 |
| --------- | --------------------------------- | -------------------------- | ---- |
| 1.        | 「待つよ」(기다릴게)              | ハ・ドンギュン、イ・ジョン | 4:07 |
| 2.        | 「さよなら、私の愛」(안녕 내사랑) | イ・ヨンヒョン             | 4:37 |
| 合計時間: | 合計時間:                         | 合計時間:                  | 8:44 |

| #         | タイトル                                  | 作詞・作曲 | 時間  |
| --------- | ----------------------------------------- | ---------- | ----- |
| 1.        | 「Vola」                                  | V. A.      | 1:16  |
| 2.        | 「あなたを追って」(그대에게 가 닿으리)    | V. A.      | 3:30  |
| 3.        | 「Destino」                               | V. A.      | 2:57  |
| 4.        | 「取り返しのつかない」(돌이킬 수 없는)    | V. A.      | 3:54  |
| 5.        | 「ついに」                                | V. A.      | 3:14  |
| 6.        | 「もう1度愛したい人よ」(다시 사랑할 이여) | V. A.      | 4:09  |
| 7.        | 「風を集めて」(바람을 모아)               | V. A.      | 1:57  |
| 8.        | 「花水」(꽃물)                            | V. A.      | 1:42  |
| 9.        | 「かすかな期待」(아련한 기다림에)         | V. A.      | 1:59  |
| 10.       | 「かなわぬ愛」(갈 수 없는 사랑)           | V. A.      | 3:06  |
| 11.       | 「募る恋しさ」(그리움 지고)               | V. A.      | 2:51  |
| 合計時間: | 合計時間:                                 | 合計時間:  | 30:35 |

| #         | タイトル           | 作詞・作曲       | 時間 |
| --------- | ------------------ | ---------------- | ---- |
| 1.        | 「涙の花」(눈물꽃) | イ・スンヨル     | 3:28 |
| 2.        | 「恋しい」(그립다) | パク・チョンミン | 3:20 |
| 合計時間: | 合計時間:          | 合計時間:        | 6:48 |

| #  | タイトル       | 作詞・作曲   | 時間 |
| -- | -------------- | ------------ | ---- |
| 1. | 「懐慕」(회모) | ユナジェイン | 3:37 |

| #  | タイトル           | 作詞・作曲     | 時間  |
| -- | ------------------ | -------------- | ----- |
| 1. | 「一日愛」(하루애) | パク・ワンギュ | 4：07 |

## 受賞歴
2011年度のKBS演技大賞では11部門にノミネートされ、うち最優秀演技賞、優秀演技賞、人気賞、ベストカップル賞の合計6部門で受賞した。
翌2012年には百想芸術大賞テレビ番組部門で4部門にノミネートされ、監督賞を受賞。またアジア・テレビジョン・アワードやソウルドラマアワードといった国際的なテレビ番組の賞にノミネートされ、双方で最優秀作品賞を受賞した。

## 韓国国外での放送

### 台湾
CS局八大電視系チャンネル八大戯劇台にて2011年12月19日から放送された。

### 日本
CS局衛星劇場にて2012年1月15日より放送された後、BS局NHK BSプレミアムにて2012年7月8日から2か国語放送の形で放送された。日本語への吹替を担当した声優は以下の通り:
- イ・セリョン: 世戸さおり
- シン・ミョン: 綱島郷太郎
- キョンヘ王女: 松井茜
- チョン・ジョン: 小森創介
- 文宗: 佐々木勝彦
- キム・ジョンソ: 大塚周夫
- 首陽大君: 菅生隆之
- シン・スクチュ: 高岡瓶々
- ホンウィ/端宗: 吉永拓斗[42]
- キム・スンギュ: 喜多川拓郎[43]
- リュ氏: 八十川真由野[44]
- ヨリ: 澤山佳小里[45]
- イム・ウン: 鈴木幸二[46]
- 桃源君スン: 林勇[47]
- イ・セジョン: 坂井恭子[48]
- ムン内官: 高桑満[49]
- ソン・ジャボン: 近木裕哉[50]
- 温寧君: 田村勝彦[51]
- ミン・シン: 斎藤志郎[52]
- チョン・ギュン: 及川ナオキ[53]
- ハムグィ: 江藤博樹[54]
- チルカプ: 中尾一貴[55]
- メヒャン: 渋谷はるか[56]
- チョン・ノゴル: 杉山大[57]
- ソエン: 下山田綾華[58]
- ムヨン: 代永翼[59]

放送終了後の2012年12月23日・30日、24話の内容を全2時間（前・後編）に編集した総集編が放送された。

### 中国
BS局安徽衛視にて2014年2月13日から放送された。

## 関連商品

### DVD・BD
韓国版DVD-BOXはKBSメディアより2012年10月に、日本版DVD-BOXは1月の同年11月にバップより発売された。日本版Blu-ray BOXもDVDと同じ日に発売されている。
2013年3月に、総集編のDVDおよびBlu-rayが同時発売された。

### CD
2011年7月より合計7作品のサウンドトラックCDが発売された。日本版サウンドトラックは2012年4月にポニーキャニオンより発売された。日本版は韓国版7作品に収録された楽曲のうち20曲を選び1枚に編集したものである。

### 書籍
小説家のイ・ヨンヨンによりノベライズされ、2011年8月にペーパーストーリーから全2巻で発売された。発売後、日本、中国、台湾、タイ、インドネシア等複数の国から版権に関する問い合わせが来る程反響を呼んだ。2012年7月には日本語訳がキネマ旬報社より上下2巻の形にて発売された。
2012年9月にはNHK出版より日本版ムックが出版されている。